# 싱글 엘리미네이션 토너먼트

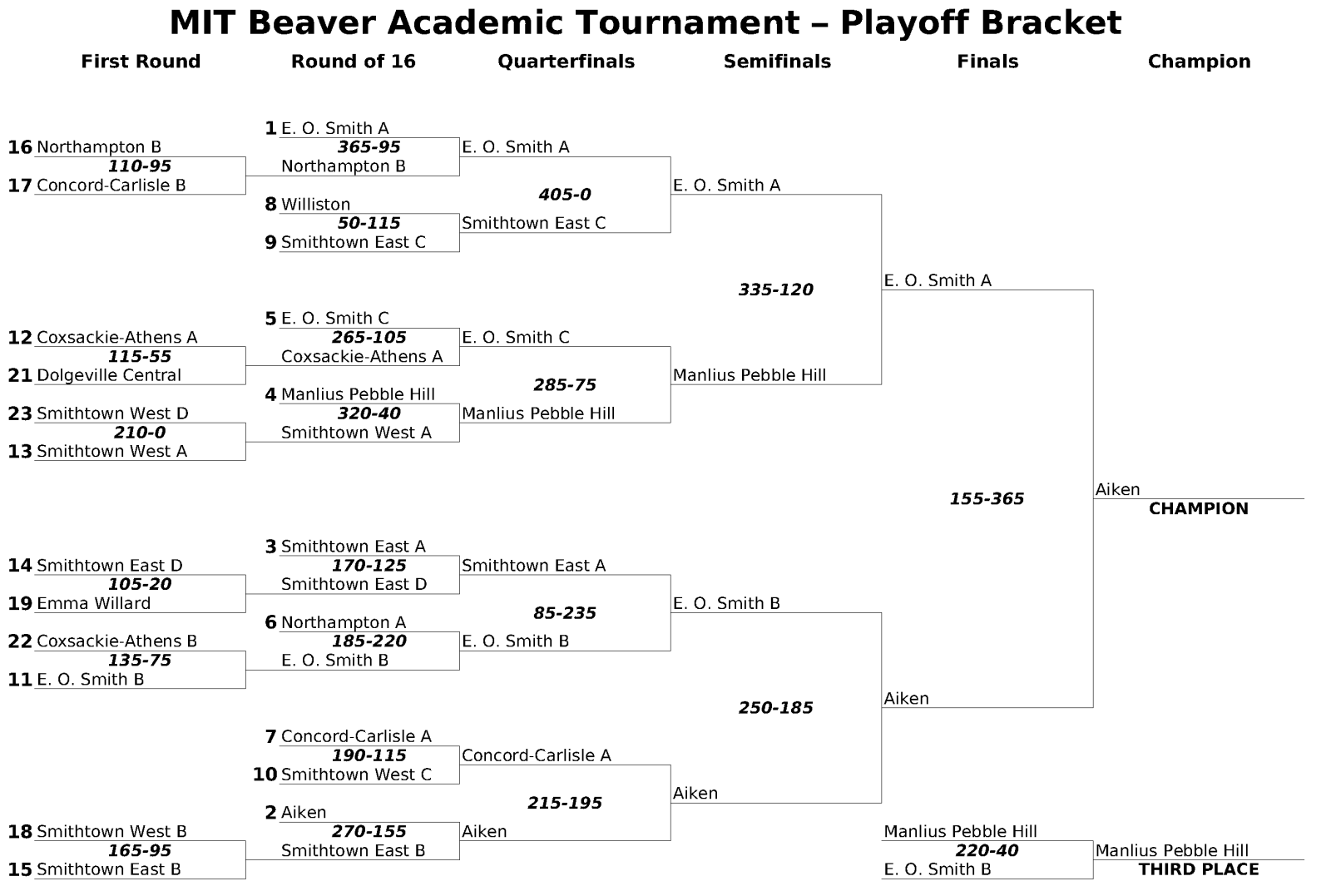
싱글 엘리미네이션 토너먼트의 예시

싱글 엘리미네이션 토너먼트(single-elimination tournament)는 일반적으로 토너먼트라고 칭했을 때 가장 먼저 인식되는 방식으로, 복수의 경기자를 1:1로 배치하여 패자는 곧바로 탈락시키고 승자는 다른 경기의 승자와 경기를 하는 방식이다. 영어권에서는 녹아웃(knockout) 또는 서든 데스 토너먼트(sudden death tournament)라고도 불린다.

## 개요
패자는 추가적인 경기 없이 곧바로 탈락하며(대회에 따라 패자는 순위결정전을 치르기도 한다), 승자는 다른 경기의 승자와 경기를 하게 되고 이 과정이 반복된다. 따라서 승리를 마지막까지 이어나갈 경우 우승하지만, 1패라도 할 경우 탈락하므로 우승할 수 없다.

## 특징
승자끼리만 경기하기 때문에 어떤 대진에서든 1위를 결정하는 방식으로는 가장 효과적인 것으로 알려져 있다. 또한, 1:1 대진배치의 우연성, 패배의 탈락 직결로 인한 치열한 대결, 강자와 약자 사이의 이변 등으로 흥행면에서도 효과적이라는 것이 일반적인 시각이다.
하지만, 대진이 불운할 경우(2위 정도를 기록할 수 있는 실력이지만 1회전에서 우승 팀을 만나거나 하는 경우) 좋은 실력에도 조기탈락할 수 있으므로 1위 외에는 순위가 불분명하다는 단점이 있다. 또한 우승자라도 대진의 행운이나 이변(다른 대전의 이변 등으로 비교적 쉬운 상대를 만났다는 등)으로 실력논란이 일 수 있다.  각 경기자와 한번 이상 경기하여 순위가 명확하고 그에 대한 실력논란이 적은 라운드 로빈과는 상반된다. 두 번을 지면 탈락하지만 한 번을 져도 남은 경기에서 모두 이길 경우 우승할 수 있는 더블 엘리미네이션 방식과도 비교된다.

## 시드
싱글 엘리미네이션 토너먼트는 단 1패로 인하여 탈락할 수 있기 때문에, 대진의 불운으로 인한 형평성 문제가 단점으로 지목된다. 따라서, 강한 경기자끼리 조기에 대결하지 않도록 시드를 주어 멀리 배치하는 경우가 있다. 하지만, 전대회 성적이나 랭킹 등으로 경기자의 실력을 미리 판가름할 수 있을 때에 한하며, 경기자의 정보가 없을 경우 시드는 불가능하다.

## 용어
| 경쟁자에 따라       | 결승전 분수   | 그랜드 슬램 (테니스)                        | FA컵 (잉글랜드) | 쿠프 드 프랑스       | NCAA 남성 농구                      | 북아메리카 디베이팅 챔피언십 | 스누커             |
| ------------------- | ------------- | ------------------------------------------- | --------------- | -------------------- | ----------------------------------- | ---------------------------- | ------------------ |
| 2강(Round of 2)     | Final         | Final                                       | Final           | Final                | National Championship               | Final                        | Final              |
| 4강(Round of 4)     | Semifinals    | Semifinals                                  | Semi-finals     | Semifinals           | Final Four (National semifinals)    | Semifinals                   | Semi-finals        |
| 8강(Round of 8)     | Quarterfinals | Quarterfinals                               | quarter-finals  | Quarterfinals        | Elite Eight (Regional finals)       | Quarterfinals                | Quarter-finals     |
| 16강(Round of 16)   | Eighth-finals | 4th round (Wimbledon) Round of 16 (US Open) | 5th round       | 8th-finals           | Sweet Sixteen (Regional semifinals) | Round 7                      | Last 16 4th Round  |
| 32강(Round of 32)   | 16th-finals   | 3rd round                                   | 4th round       | 16th-finals          | 3rd/2nd round                       | Round 6                      | Last 32 3rd Round  |
| 64강(Round of 64)   | 32nd-finals   | 2nd round                                   | 3rd round       | 32nd-finals          | 2nd/1st round                       | Round 5                      | Last 64 2nd Round  |
| 128강(Round of 128) | 64th-finals   | 1st round                                   | 2nd round       | 8th qualifying round | First Four                          | Round 4                      | Last 128 1st Round |

## 같이 보기
- 토너먼트
- 더블 엘리미네이션 토너먼트